# 0,999...=1
0,999… (kan også skrives som {\displaystyle 0.{\bar {9}}} eller {\displaystyle 0.{\dot {9}}}) er inden for matematik tallet 1. Med andre ord repræsenterer tallene 0,999… og 1 samme reelle tal. Matematikere har formuleret flere matematiske beviser for dette.

## Beviser

### Brøkbevis
| {\displaystyle {\begin{aligned}0,333\dots &={\frac {1}{3}}\\3\times 0,333\dots &=3\times {\frac {1}{3}}={\frac {3\times 1}{3}}\\0,999\dots &=1\end{aligned}}} |  | {\displaystyle {\begin{aligned}0,111\dots &={\frac {1}{9}}\\9\times 0,111\dots &=9\times {\frac {1}{9}}={\frac {9\times 1}{9}}\\0,999\dots &=1\end{aligned}}} |

### Algebrabevis
{\displaystyle {\begin{aligned}x&=0,999\ldots \\10x&=9,999\ldots \\10x-x&=9,999\ldots -0,999\ldots \\9x&=9,999\ldots -0,999\ldots \\9x&=9\\x&=1\\0,999\ldots &=1\end{aligned}}}

### Analytisk "bevis"
0,999... er et uendeligt decimaltal. Og et uendeligt decimaltal er en uendelig sum (uendelig række). Til enhver uendelig sum hører en talfølge. Og hvis den tilhørende talfølge er konvergent, så defineres værdien af den uendelige sum som det tal som følgen konvergerer mod. Således er 0,999... lig med den uendelige sum  0+0,9+0,09+0,009+... Og til denne sum hører følgen  0  0,9  0,99  0,999  ...  som jo konvergerer mod netop 1.
M.a.o.:  Påstanden at 0,999...=1 betyder (blot) at det tal som følgen  0  0,9  0,99  0,999  ...  konvergerer mod er 1. Og det er jo unægtelig sandt, da fra et eller andet sted i følgen der ligger alle elementer vilkårligt tæt på 1.
(Men selvom følgen  0  0,9  0,99  0,999  ...  konvergerer mod 1, så når den selvfølgelig aldrig 1)
Bemærk at dette "bevis" også gælder hvis man kun ser på de rationale tal. Så også for de rationale tal gælder det at 0,999...=1.
Dette "bevis" kan også udtrykkes i symbol-sprog:
{\displaystyle 0.999\ldots =\lim _{n\to \infty }0.\underbrace {99\ldots 9} _{n}=\lim _{n\to \infty }\sum _{k=1}^{n}{\frac {9}{10^{k}}}=\lim _{n\to \infty }\left(1-{\frac {1}{10^{n}}}\right)=1-\lim _{n\to \infty }{\frac {1}{10^{n}}}=1-0=1}
Det næstsidste trin - at 1/10n → 0 når ''n'' → ∞ - retfærdiggøres ofte vha. den Arkimediske egenskab af tallene: groft sagt at der hverken findes et største eller et mindste tal.